# ورکیوکس
ورکیوکس (به فرانسوی: Varacieux) یک کمون در فرانسه است که در Canton of Vinay واقع شده‌است.

## خصوصیات
ورکیوکس ۱۸٫۴۸ کیلومترمربع مساحت و ۶۴۳ نفر جمعیت دارد و ۴۱۸ متر بالاتر از سطح دریا واقع شده‌است.